# فيكتوريا غورغيفا
فيكتوريا غورغيفا (بالبلغارية: Виктория Георгиева)‏ هي مغنية بلغارية، ولدت في 21 سبتمبر 1997 في فارنا في بلغاريا.

## وصلات خارجية
- فيكتوريا غورغيفا على موقع IMDb (الإنجليزية)
- فيكتوريا غورغيفا على موقع ميوزك برينز (الإنجليزية)
- فيكتوريا غورغيفا على موقع ديسكوغز (الإنجليزية)